# Bloody
Bloody è un singolo del rapper francese Lacrim, pubblicato il 7 febbraio 2019.
Il brano vede la collaborazione del rapper statunitense 6ix9ine.

## Tracce
1. Bloody (feat. 6ix9ine) – 2:55